# Manfred Reichel
Manfred Reichel (1896 - 1984) est un micropaléontologue suisse surtout connu pour ses travaux sur la morphologie des foraminifères, en particulier des alvéolinidés. 

## Biographie
Il enseigne comme professeur à l'Université de Bâle pendant près de quarante ans, où il est le premier professeur de paléontologie de l'école en 1940. Lukas Hottinger étudie avec lui pendant cette période. Formé en zoologie, Reichel s'intéresse également de près à la mécanique du vol des oiseaux, des ptérosaures et des chauves-souris, sur laquelle il publie plusieurs articles.
Reichel est également un artiste accompli et son style très détaillé se prête bien à l'illustration de structures complexes de foraminifères. Ses dessins à la plume et à l'encre de ptérosaures et de l'archéoptéryx des premiers oiseaux, rendus dans des poses réalistes, restent aujourd'hui l'une de ses œuvres les plus connues,. Ses illustrations d'Archaeopteryx en particulier sont bien considérées même selon les normes d'aujourd'hui et sont toujours considérées comme très précises. Il traduit en français le livre d'Alfred Wegener sur l'origine des continents.